# Артемій Цегельський

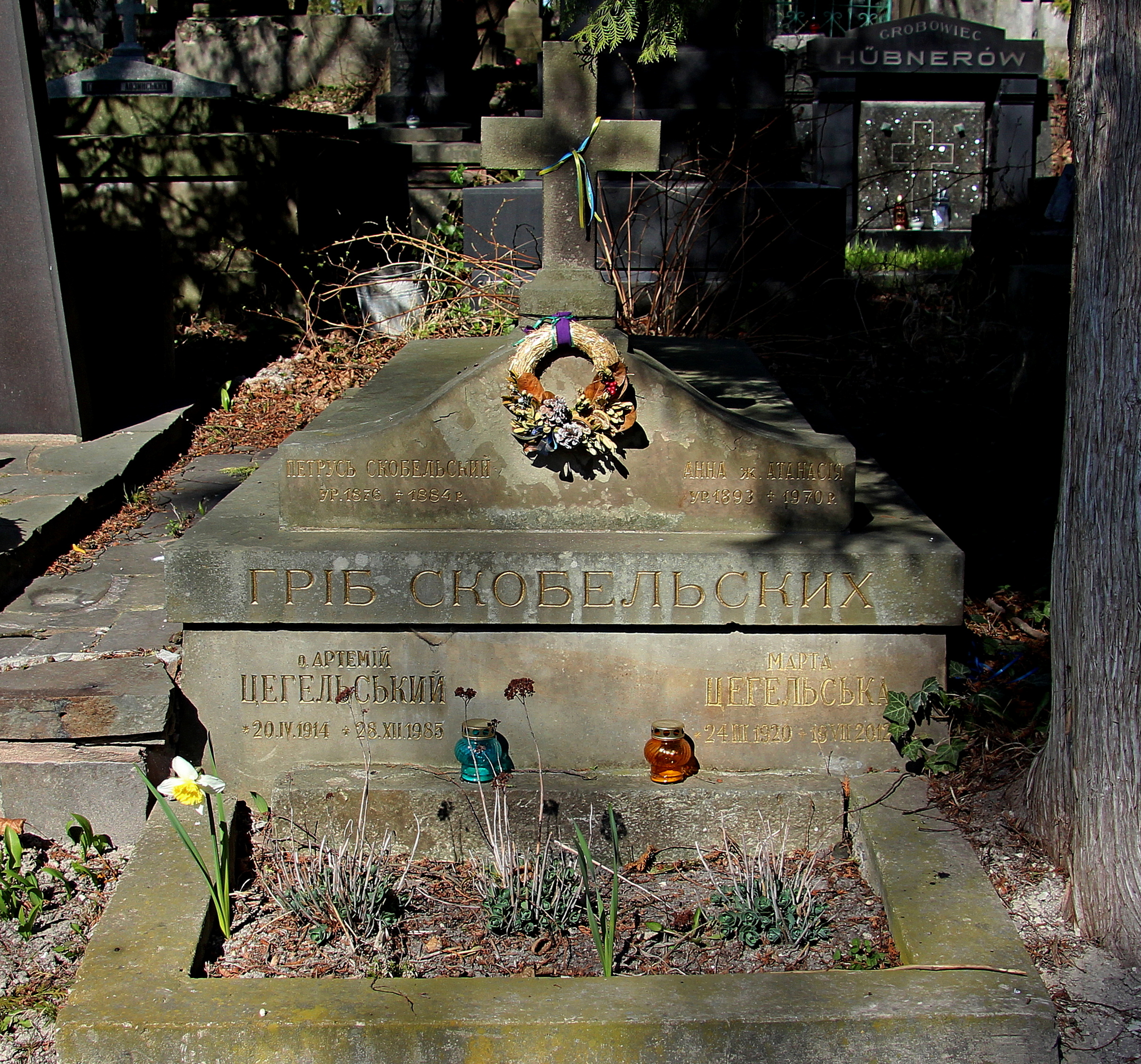
Гробівець родини Цегельських-Скобельських на 72 полі Личаківського цвинтаря

Іриней Артемій Ігнатович Цегельський (20 квітня 1914, Стрий — 28 грудня 1985, Львів) —  український галицький церковний і громадський діяч, греко-католицький священник. Батько художниці Олександри Крип'якевич-Цегельської та матері політика Олега Тягнибока.

## Життєпис
Народився у родині о. Ігнатія Цегельського та Ольги з Левинських.
1932 року закінчив «головну» гімназію у Львові, а 1938 року — одночасно Духовну академію і Вищий музичний інститут імені Миколи Лисенка.
Ще під час богословського навчання Артемій Цегельський організував і провадив симфонічний оркестр Духовної академії.
У 1939–1941 роках — артист оркестру Львівського театру опери та балету.
20 березня 1940 року одружився з Мартою Скобельською.
Після того, як 1941 року у Львові його хіротонізував митрополит Андрей Шептицький, він розпочав пастирську діяльність при парафії у Стрию, паралельно викладаючи теорію музики і гру на скрипці у Стрийській філії Вищого музичного інституту імені Миколи Лисенка.
Восени 1944 року о. ректор Йосип Сліпий запропонував о. Артемієві посаду викладача церковної музики в Духовній академії у Львові. Тоді йому було надано парафію на Замарстинові, в каплиці Йосафата. Крім того, священник працював у симфонічному оркестрі Львівського оперного театру.
У 1946 році на псевдособорі у Львові відмовився перейти під крило Московського православ'я, його вислали до Сибіру разом із родиною. Сім років він провів на засланні у Воркуті, Омську та Томську.
Реабілітований 1956 року, о. Артемій повернувся до Львова, де працював у симфонічному оркестрі оперного театру й учителем гри на скрипці в середній школі. Однак ніколи не переривав священничої діяльності.
Помер о. Артемій 28 грудня 1985 року. Священничі відправи відбулися в домі покійного 29–30 грудня. Похований у родинному гробівці на 72 полі Личаківського цвинтаря.